# Minderleinsmühle

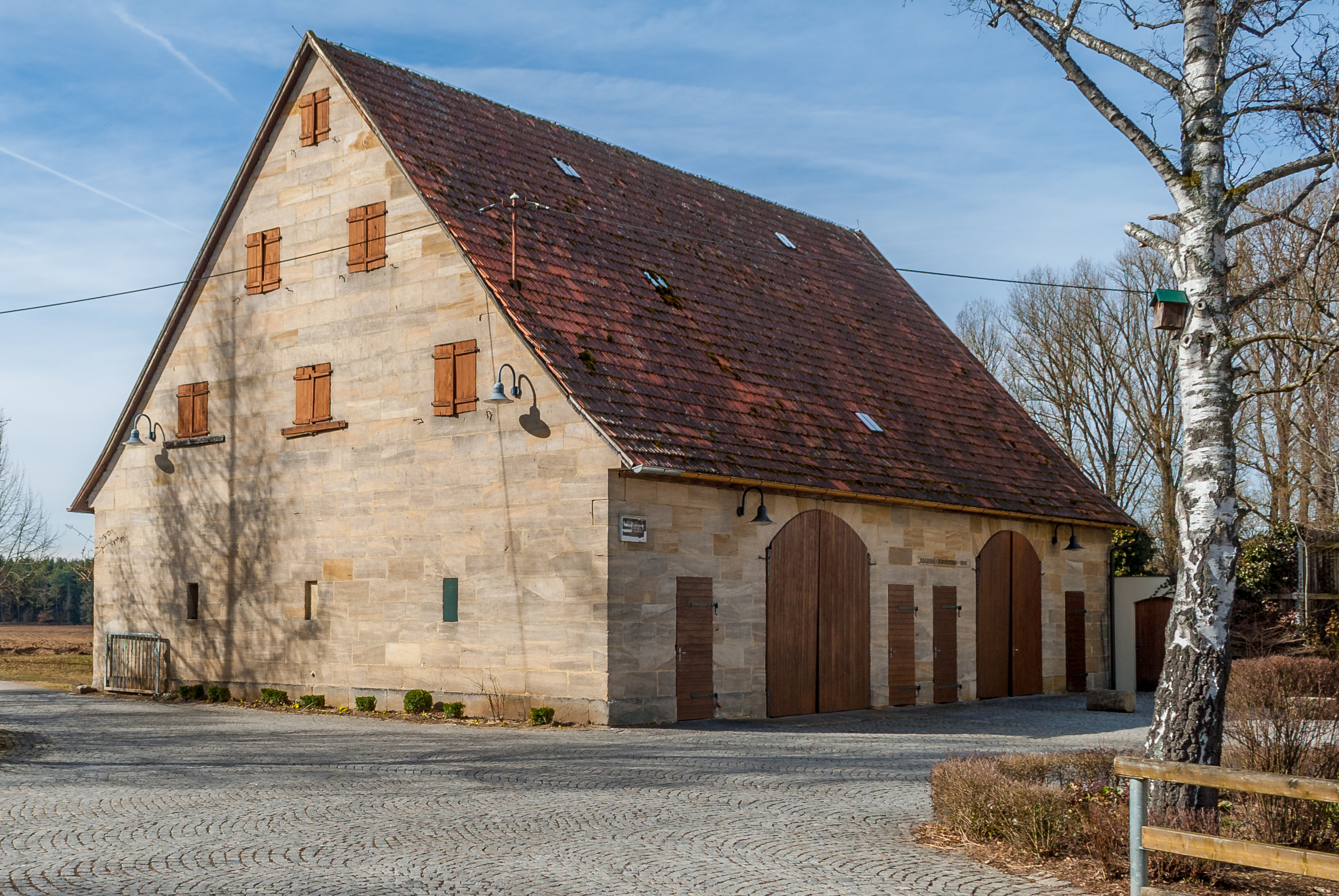
Scheune

Minderleinsmühle (fränkisch: Minnalasmül) ist ein Gemeindeteil der Gemeinde Kalchreuth im Landkreis Erlangen-Höchstadt (Mittelfranken, Bayern). Minderleinsmühle liegt in der Gemarkung Kalchreuth.

## Lage
Die Einöde liegt an dem südlichen Seitenarm der Schwabach. Im Süden grenzt der Dormitzer Forst an. Zwei Anliegerwege führen 100 Meter weiter südlich zur Kreisstraße ERH 33, die nach Brand (3 km östlich) bzw. zur Staatsstraße 2243 verläuft (2,5 km westlich).

## Geschichte
Die Mühle wurde wahrscheinlich um 1100 errichtet. Der Name der Mühle wechselte im Laufe der Zeit mehrmals. Erstmals urkundlich erwähnt wurde der Ort 1300 als „Fullesackes Mule“. Das Bestimmungswort des Ortsnamens ist wohl der Familienname des damaligen Besitzers (Fullesack). 1391 hatten die Nürnberger Patrizier Geuder grundherrliche Ansprüche an der „Oedmühle“. 1439 besaß sie Hermann Wüst, nach dem sie dann benannt wurde. Um 1500 war sie im Besitz der Familie Minderlein und wurde nach ihr benannt. Als die Minderleinsmühle 1776 von der Familie Hubmann übernommen wurde, die sie heute noch besitzt, änderte sich ihr Name nicht.
1609 gingen die Geuderschen Ansprüche auf die Wildenstein und schließlich auf die Egloffstein über. Das Hochgericht wurde bis 1583 vom nürnbergischen Gericht Heroldsberg ausgeübt. Seitdem wurde dieses sowohl von Brandenburg-Kulmbach als auch vom Hochstift Bamberg beansprucht. 1778 lag die Mühle im Fraischbezirk des bambergischen Centamts Neunkirchen, während das Tagelöhnerhaus im Fraischbezirk des brandenburg-bayreuthischen Oberamtes Baiersdorf lag. Unter der preußischen Verwaltung von Ansbach-Bayreuth wurde 1792 der Versuch unternommen, die bambergische Mühle dem Kameralamt Baiersdorf einzuverleiben. Im Rahmen des Gemeindeedikts wurde Minderleinsmühle 1818 dem Steuerdistrikt und der Ruralgemeinde Kalchreuth zugeordnet.

### Baudenkmäler
- Haus Nr. 1: Kunstmühle
- Haus Nr. 2: Wohnhaus, Nebengebäude

### Einwohnerentwicklung
| Jahr      | 001818 | 001840 | 001861 | 001871 | 001885 | 001900 | 001925 | 001950 | 001961 | 001970 | 001987 |
| Einwohner | 15     | 12     | 18     | 16     | 15     | 15     | 16     | 21     | 16     | 11     | 7      |
| Häuser    | 3      | 2      |        |        | 2      | 1      | 2      | 1      | 2      |        | 2      |
| Quelle    | [ 9 ]  | [ 12 ] | [ 13 ] | [ 14 ] | [ 15 ] | [ 16 ] | [ 17 ] | [ 18 ] | [ 19 ] | [ 20 ] | [ 1 ]  |

## Religion
Der Ort ist seit der Reformation evangelisch-lutherisch geprägt und nach St. Andreas (Kalchreuth) gepfarrt. Die Katholiken sind nach Unsere Liebe Frau (Dormitz) gepfarrt.